# 反加泰罗尼亚情绪
反加泰罗尼亚情绪是指西班牙、法国和意大利境内的一些人对加泰罗尼亚、加泰隆尼亞人、加泰羅尼亞民族主義、加泰罗尼亚语或加泰罗尼亚历史的蔑视、歧视或仇恨。 例如有地方的商家一旦發現顧客說加泰罗尼亚语，他就拒絕賣東西給顧客。 